# 塚本八雲
塚本 八雲（つかもと やくも）は、小林尽の漫画『スクールランブル』や、テレビアニメ『スクールランブル』などの派生作品に登場する架空の人物。アニメの声優は能登麻美子。その他の人物についてはスクールランブルの登場人物を参照。

## プロフィール
- 身長：166cm
- 血液型：AB型
- 年齢：15歳→16歳→？
- 誕生日：3月23日
- 星座：牡羊座
- 学校：矢神学院高等学校
- クラス：1年D組
- 尊敬する人物：塚本天満
- 好きな歌手：さだまさし
- 好きな場所：陽のあたる縁側
- 特技：家事全般、料理
- 苦手なもの：犬
- 成績（上から龍→ライオン→象→亀）
  - 現国：ライオン
  - 古典：ライオン
  - 数学：ライオン
  - 化学：ライオン
  - 物理：ライオン
  - 日本史：ライオン
  - 英語：象
  - 美術：象
  - 保体：ライオン

## 人物

### 「スクールランブル」おける八雲
塚本天満の1歳下の妹で、『School Rumble 増刊号』における主人公。
はかなげな雰囲気を持った美少女。セミロングの黒髪、赤色のツリ目、やや太い垂れ眉が特徴。普段は髪をそのまま下ろしているが、家事をするときには後ろで束ねている。身長は姉よりも高い。制服のリボンは紐である。
広い昔ながらの蔵つき日本家屋に天満や黒猫の伊織と一緒に暮らしている。姉妹仲は非常に良く、好きな時代劇をよく一緒に見たりしている。また、時代小説を読むのが趣味で、他に浴衣も好きである。両親に関する描写は、僅かに父親の影が描かれたことがあるだけで、現在どこでどのようにしているのかは不明である。このような厳しい状況の中、昔からずっとそばにいて自分を支えてくれた天満のことは誰よりも大切に思っており、天満を馬鹿にする者はたとえ誰であっても許さない。実際に、それが原因で普段の八雲では考えられないような過激な行動に出たことも何度かあった。しかし、逆に姉離れできていない一面も見受けられる。ちなみに、子供の頃は今とは正反対の短気で自己主張が強い性格をしていたため、当時から天然ボケな性格であった天満に対して怒ったような物言いをすることもよくあった。また、当時は知能とは裏腹にやや舌足らずであった。しっかり者で世話好きなため、他人が困っているところを見ると放ってはおけない性格である。さらに、他人の失敗をさりげなくフォローするのが得意である。責任感は相当強い。将来のこともそれなりに考えており、臨床心理学に興味を持っている。それゆえに栄養士や介護士、看護師といった人の世話をする職業を目指していたが、播磨の漫画を手伝うようになってからは漫画の編集者という選択肢も考えている。
昔から家事を任されていたせいか料理や裁縫など家事全般が得意で、塚本家の台所はほぼ彼女が担っており、朝食や弁当の準備をするために毎朝早起きする習慣がついている。ただし、たまには寝坊してしまうこともある。伊織の世話も主に彼女の仕事であるが、本人にとっては仕事というよりも、むしろ心のよりどころとなっているようで、伊織は八雲にとって大切な家族の一員である。さらに、普段は喫茶店「メルカド」でアルバイトをしており、店長の趣味で様々なコスプレをさせられている。しかしその一方で、どこでもすぐ寝てしまう癖があり、さらに一度寝だすとなかなか目を覚ますことができず、時には授業を寝過ごしてしまうことさえある。ただし、寝過ごしてもパニックに陥ることはない。他に、スキーも苦手である。ちなみに、通学手段は基本的に徒歩である。
容姿端麗、成績優秀、運動神経抜群、スタイルよしとかなりの器量良しなため、入学後約2ヵ月の間に8人に告白されるなど、人気は校内でもトップクラスである。しかし、今までに男子と付き合ったことはない。これは、自分に好意を持つ異性の心が視える（例外的に天満の心も視える）という能力のためである。視え始めたのは小学6年生のときからで、その能力の大きさは月齢周期で変化するため、時にはかなり深いところまで視えてしまうこともある。また、この呪縛からは自分の意思で逃げ出すことができないため、男子に対する苦手意識のもととなり、誰にも言えずに一人で抱え込んでいる。そのため「付き合うとはどういうことか」など恋愛に関してはよくわからないことが多い。ただ、いずれ克服しなければならないという自覚は持っている。他にも幽霊の女の子など常人ではありえないことに遭遇することも多い。
基本的に感情を表に出したり、人に話しかけたりするのが苦手なため、前述の能力のせいもあって入学後しばらくは独りで過ごしていたが、野良犬から助けてもらったことでサラ・アディエマスと知り合って無二の親友となり、彼女のいる茶道部に入部することにもなる。また、天満が家を出た後はサラとの共同生活を送っている。そのほか、さだまさしの歌を通じて東郷榛名、稲葉美樹と仲良くなり、やがて俵屋さつきとも友達となる。この5人で行動する機会が増えたことにより、当初よりも笑顔などの感情表現が豊かになっていった。5人でいるときは俵屋や稲葉の暴走を軽く制止する役に回ることが多いが、逆にイジられる事も時々ある。後述の恋愛面に関して時にはからかわれ、時には支えられている関係でもある。ノリは良くも悪くもないが、友達の輪の中で一緒になって楽しむには問題ない。ただし、自分でその場を盛り上げるのは得意でない。他に、天満のいる2年C組の生徒と絡むことが非常に多く、そのたびによく騒動に巻き込まれる。そのうち、ストーカーのように付きまとわれている花井春樹にはずいぶん困らされており、一種の恐怖症のようになっているが、時が経つにつれてだいぶ慣れてきている。一度話せるようになりさえすれば、どんな相手にでも自分の意見をきちんと言えるだけの芯の強さを持っている。
会話の語尾には「～だよ」「～だね」「～かな?」などを多用するが、前述の年上との絡みで敬語を使う場面も多い。一人称は「私（わたし）」である。呼称は天満が「八雲」（ただし幼少期は「やーも」）、沢近・高野・サラ・俵屋・稲葉・東郷榛名が「八雲」、周防・今鳥・結城が「八雲ちゃん」、播磨が「妹さん」、花井が「八雲君」（ただし妄想の中などでは「ヤクモン」）、修治が「八雲姉ちゃん」、ハリーが「ヤクモ」。基本的にクラスの女子は「塚本さん」、男子は「塚本」と呼ぶ。また、2年C組の男子も姉同様「塚本」と呼んだことがあり、それが原因で播磨と花井が喧嘩になったこともある。

#### 播磨との出会いと沢近との因縁
天満一筋な播磨拳児は心が視えず、男子の中で普通に話せる希少な存在でもある。そもそも播磨と会話を交わすようになったのは夏休みの途中のことである。その播磨が密かに漫画を描いていることをふとしたことから知り、以後アシスタント兼専属編集者として彼の描く漫画の手伝いをするようになる。その間播磨とは添い寝、キス未遂、手錠で繋がれるなど、そのほとんどが事故や成り行きによるものであるが、とんでもないことになりつつも、八雲が嫌がる素振りも見せずアシスタントを続けたこともあり、その距離は本人たちの意識しないところで徐々に縮まっていくことになり、気が付けば取り返しが付かないくらいに近くなっていた。実際、当時播磨の友人ランク1位といえる立場ではあったが、さらに播磨や沢近が誤解を招く言動を連発してしまったこともあり、一時は周囲からその関係を誤解され、天満公認カップルとなってしまった。とはいえ、八雲自身は好きな人はいないと言い続けてきたため、そのことに戸惑っていた様子で、高校1年も終わりになろうとするまでの半年もの間、他人に対して自分の気持ちや態度をはっきりさせたことはあまりなかった。しかし、播磨に対しては、漫画の中のほぼ播磨と同じ設定な男の子のことを好きだと言う、無茶な注文に赤面しながらも素直に応じてしまう、誕生日やバレンタインデーにプレゼントを渡そうとする、播磨のことを好きな沢近に嫉妬をするなどの行動から、恋心かそれに近い感情を抱いている模様。ただ、八雲が心の中でどれだけ自覚しているのかはよくわからない。好きな相手に対しては、表立ったアプローチを繰り返すよりもさりげない気配りで尽くすタイプで、自分はいつも相手のそばで微笑んでいたいという理想を持っている。しかし、播磨が天満をどれだけ大切に想っているかを理解しているため、自分がどんなに播磨の力になろうとも天満にはかなわないと思うなど、元々恋愛音痴であるが、恋愛に対して後ろ向きになることもしばしばで、自分の気持ちよりも播磨達の気持ちを優先させがちである。烏丸大路のことが好きな天満とその天満のことが好きな播磨をどちらとも応援している。八雲自身はそこから一歩引いた状態になったが、播磨のことを意識しなくなったわけではなく、やがて、再び播磨と絡む機会が巡って来て、八雲自身も自分なりに動き始めているようである。ただ、天満を押し退けてまで自分の想いを成就させようという気は無いようである。見方によっては、八雲、天満、播磨は三角関係にあるといえるが、三者ともそういった自覚はあまりない。播磨との件が浮上してからは、不特定多数の男子が言い寄ってくる描写は見られなくなった。播磨自身からも八雲のことを女子としては珍しくニックネームで呼ぶなど普通ではない感じのものは見受けられるが、本人はあくまで天満一筋なので八雲のことも「さすが妹さんだな」という風に思われている程度である。したがって今までに恋愛的な感情を向けられたことはなく、播磨にとっては八雲の肩に手を置く程度のことは全然平気なようだが、女の子としての認識はある程度されている模様である。逆に播磨が意識していないせいか向こうからすれば気軽さはそれなりにあるようで、八雲自身はこれまでに播磨の友人の中で本人の心の内を最も多く聞かされてきた。また、播磨の携帯電話の番号やメールアドレスを知る数少ない人物の一人でもあり、播磨を自分の家に居候させるなど播磨とのつながりは沢近愛理と並んでかなり深いものとなりつつあった。当初はまったく気がねがなかった二人の間に恥じらいのようなものが見られるようにもなった。しかし、播磨が消息を絶ってからは播磨とのつながりが持てない日々が続くことになるが、それでも播磨のことは特別な思いで何かと気にかけている。
姉の親友である沢近愛理とは播磨を巡る因縁が絶えず、複雑な関係になっている。そのためか、お互いに嫌っているわけではないが、播磨が絡むとどうしても険悪な雰囲気になってしまい、八雲にしてみれば対抗意識のようなものを持っているわけではないにもかかわらず、時には事の成り行きとはいえ真剣勝負をしたこともある。酷い時には、知らないうちに喧嘩のような状態に発展してしまうことも何度かあった。ただ、八雲の気持ちが固まっていないせいか、播磨を絡めた沢近に対する八雲の態度はやや揺れ動き気味である。体育祭後に始まったこの因縁は、文化祭のときに両者が和解するという形で一旦休戦状態に入ったが、数ヶ月の時間を経て、一時は天満をも巻き込んで、再び本格化していくことになる。ただし、お互いの人格などを否定するような醜い争いに発展するようなことはなく、むしろ双方とも相手のことをある程度は認めている様子である。また、沢近は八雲が播磨に恋心を抱いていることには気がついており、八雲自身も沢近の気持ちは見抜いているようである。なお、播磨と沢近が二人きりになるのを無意識のうちに避けたがっている模様で、二人の交際疑惑が浮上し、学校中の噂になっていたときには、播磨の真意を知っていたにもかかわらず少々動揺している様子であった。もっとも、そのような出来事が起きた直後でも播磨が絡んでいなければ基本的に争いのような状態に陥ることは無い。また、時が経つにつれて播磨のことでもそれ以前のように二人の間で張り詰めた雰囲気になることはほとんどなくなった。

### 外伝「スクールランブルZ」における八雲
本編とリンクしている可能性があるもののみを時系列順に紹介する。
- 小学生時代に天満とともに一度だけ播磨と出会ったことがある。当時はまだ勝気な性格が残っており天満に対してきつく当たっていた。なお、このときに出会ったのが播磨であったことがわかるのはかなり時間が経過した後のことである。
- 天満たちの卒業式では在校生代表として送辞を読み上げており、八雲にとっての天満や播磨、沢近たちの存在の大きさをあらためて知ることになる。
- 高校卒業後しばらくサラと播磨と同居生活を送っており、生まれて初めて天満と離れて暮らすことになる。なお、播磨に対する好意を一切否定することはなくなっているものの、自分以上に一途な播磨には太刀打ちできないという思いでいる。同時に、沢近のことをそれができる唯一の人物として高く評価している。
- 未来にて、播磨と沢近の間に子供が生まれたのを天満と共に祝福するシーンが描かれている。

### 「一路平安!」における八雲
- 同作者の連載漫画「一路平安!」にて、主人公2人が立ち寄った神社に巫女姿でカメオ出演している。
- 枠外にも副音声という形で登場している。播磨が漫画を描いている時期の話のようである。

## 人気投票
いずれも『週刊少年マガジン』誌上にて実施された。
| 大会名                    | 実施時期   | 発表 | 順位 | 得票率 | 備考                     |
| ------------------------- | ---------- | ---- | ---- | ------ | ------------------------ |
| 第1回キャラクター人気投票 | 2003年9月  | 12月 | 3位  | 約14%  | 女性キャラクター中2位    |
| 第2回キャラクター人気投票 | 2004年6月  | 9月  | 3位  | 13.1%  | 女性キャラクター中2位    |
| 第3回キャラクター人気投票 | 2005年10月 | 11月 | 1位  | 15.9%  | 初優勝                   |
| 第1回カップル選手権       | 2004年6月  | 9月  | 2位  | 28.2%  | 播磨拳児とのカップリング |

## 音楽

### イメージミニアルバム
アニメ『スクールランブル』の放送に先立って発売されたイメージミニアルバムの第2弾『塚本八雲』（2004年8月25日発売）がこれにあたる。発売元はスターチャイルド。収録時間は約45分。CDコードはKICA-654。ジャケットは小林尽書き下ろしによる八雲のイラスト。初回盤の特典は紙ジャケット仕様、塚本八雲特製キーメタル封入。
- ドラマ
  - ♯01　心が読める日
  - ♯02　悩み事
  - ♯03　アナスタシア

- 歌（全ての曲のオフ・ヴォーカル・バージョンも同時収録）

- 夕顔

作詞・作曲 - 竹中三佳 / 編曲 - 大森俊之 / 歌 - 能登麻美子
- Distant Love

作詞・作曲 - Salia / 編曲・歌 - unicorn table
- 恋のkimochi

作詞 - 和泉優 / 作曲・編曲 - 岩戸崇 / 歌 - 佐伯美愛
- その他
  - Title Call
  - 八雲の日記
  - 予告
  - Cast Talk
  - CM

### キャラクターソング
- 夕顔

作詞・作曲 - 竹中三佳 / 編曲 - 大森俊之 / 歌 - 能登麻美子
イメージミニアルバム「塚本八雲」･スクールランブル Super Twin Album ～School After～に収録（いずれもスターチャイルドより発売）
- Never Alone

作詞 - 相沢志保 / 作曲・編曲 - 大森俊之 / 歌 - 能登麻美子
裏スクールランブル 二学期 ～DIE ANOTHER D!～･スクールランブル 二学期 ボーカルベスト「矢神のど自慢」に収録（いずれもマーベラスエンターテイメントより発売）
このうち「夕顔」のメロディーをアレンジしたサウンドが数種類存在し、アニメの主に八雲が登場している場面でBGMとして使用されている。
他に塚本姉妹（塚本天満役の小清水亜美とのデュエット）名義で出している曲や同名義は用いていないが同様のデュエットで歌っている曲がある。
- 二人は忘れちゃう♡（スクールランブル 二学期 後期ED）

作詞 - 中井雅 / 作曲・編曲 - IPPEI / 歌 - 小清水亜美・能登麻美子
シングル「二人は忘れちゃう♡」･スクールランブル 二学期 ボーカルベスト「矢神のど自慢」に収録（いずれもマーベラスエンターテイメントより発売）
- 大好きと 抱きしめて 飛ぶ ソング

作詞 - 竹中あこ / 作曲･編曲 - 大森俊之 / 歌 - 小清水亜美・能登麻美子
シングル「二人は忘れちゃう♡」･スクールランブル 二学期 ボーカルベスト「矢神のど自慢」に収録（いずれもマーベラスエンターテイメントより発売）
- オンナのコ♡オトコのコ（塚本姉妹ver.）（スクールランブル 三学期 #25ED）

作詞・作曲・編曲 - 小西康陽 / 歌 - 小清水亜美・能登麻美子（原曲は小倉優子）
シングル「School Rumble Forever」に収録（キングレコードより発売）
- School Rumble Forever（スクールランブル 三学期 最終回ED）（原曲はSchool Rumble 4 Ever）

作詞 - 相吉志保 / 作曲・編曲 - たかはしごう / 歌 - 小清水亜美・能登麻美子
シングル「School Rumble Forever」に収録（キングレコードより発売）

## 豆知識
- 苗字の由来は天満と同じく大阪にある塚本駅。下の名前は天満に対して八雲で空つながりになっている。
- 原作での初登場は♯01（コミックス第1巻収録）であり、アニメでもこれに該当する一学期の♯01からの登場である。
- 連載開始前の試作段階においての設定では髪型はほぼ同じであるが、完成形と比べて感情が表に出やすい感じに描かれていた。
- ギャグシーンで黙り込んだときなどにおいて、口元を描かれないことがよくある。他のキャラにも同様の表現を用いられることが稀にあるが、八雲が圧倒的に多い。
- コミックスの描き下ろし企画で八雲に関連したものに本人による自己紹介（1巻）、通知表（3巻）、トレーディングカード（4巻）、アニメで八雲を演じた能登麻美子へのQ&A（14巻）などがある。
- 八雲をモチーフにした小林尽描き下ろしの幻の4コマ漫画がある。元々はアニメ化の際に全国の書店で宣伝用に無料で配布されたしおりに載せるためのもので、期間限定で配布はすでに終了しているため入手困難となっており、どこにも再録されていない。
- 初期は細めに描かれていた眉毛が、終盤では太くなっている。
- アニメの通常時における歴代のオープニングとエンディングに流れる映像の全てに登場している。また、エンディングにおける声優キャスト欄では最初の列の上から4番目に表示される。ただし、欠員の都合で上にずれる場合が多々ある。
- 基本的にアニメの次回予告には登場しないが、二学期では話の内容などから登場することが3回あった。
- アニメの英語版で八雲を演じたのはケイトリン・グラースである。また、舞台「スーパーお芝居スクールランブル ～お猿さんだよ、播磨くん!～」では明坂聡美が八雲を演じた。
- トレーディングカードゲーム、『三国志大戦』にて小林尽が手掛けた『SR糜夫人』のイラストは八雲そのものである。これは「八雲のような武将を書いてほしい」というセガの要望を受けた小林尽が、八雲自身を描いた為。
- 読者向けのイラストやグッズで水着姿が描かれることがよくあるが、これまで原作中に八雲が水着で登場したことはない。
- アニメで八雲を演じた能登麻美子自身も、スクランの男性キャラで自分の恋人にしたいのは播磨だとのことである。ただ、八雲には（その話をした当時の）播磨との微妙な距離感を保っていてもらいたいとも言っている[2]。
- 『マガジンSPECIAL』において表紙を飾ったことが4回あり、1回を除いてすべて天満と2人で登場している。また、『メガミマガジン』（2006年7月号）においても天満・沢近・周防と4人で表紙を飾った。